# Giorgio V di Georgia
Giorgi V Bagration (in georgiano გიორგი V?, Giorgi V; 1286 o 1289 – 1346), anche detto Giorgi il Brillante (in georgiano გიორგი ბრწყინვალე?, Giorgi Brtskinvale), fu re della Georgia dal 1299 al 1302 e poi dal 1314 fino alla sua morte. Abile politico, riuscì a liberare la Georgia da un quasi secolare dominio mongolo.

## Biografia
Giorgio V nacque nel 1286 o nel 1289 dall'unione tra Demetrio II il Devoto e la sua terza moglie Natela, figlia di Beka I Jaqeli, principe di Meschezia. Dopo l'uccisione di Demetrio ad opera dei mongoli nel 1289, il piccolo Giorgio fu portato in Meschezia per essere educato presso la corte del suo nonno materno.
Nel 1299 l'ilkhan Ghazan nominò Giorgio V come sovrano in opposizione al fratello maggiore di quest'ultimo, il ribelle re georgiano Davide VIII. Ciononostante, l'autorità di Giorgio V non si estese oltre la capitale Tbilisi, protetta dai mongoli. Per tale ragione, durante questo periodo, Giorgio V fu apostrofato come "il re ombra di Tbilisi". Nel 1302 egli fu rimpiazzato da un altro fratello, Vakhtang III.
Dopo la morte di entrambi i fratelli - Davide e Vakhtang - Giorgio V divenne reggente per il figlio di Davide VIII, Giorgio VI, il quale però morì in giovanissima età nel 1313, garantendo a Giorgio V la possibilità di essere incoronato per la seconda volta. Avendo inizialmente promesso la propria lealtà all'ilkhan Oljeitu, Giorgio V intraprese il progetto di riunificare le terre georgiane. Nel 1315 guidò gli ausiliari georgiani nella soppressione di una rivolta antimongola in Asia minore, una spedizione destinata a rivelarsi come l'ultima nella quale i georgiani lottarono nelle file mongole. Nel 1320 Giorgio V allontanò i depredatori alani dalla città di Gori e li costrinse a tornare nelle montagne del Caucaso.
Il re Giorgio si trovò in relazioni amichevoli con l'influente principe mongolo Chupan, giustiziato da Abu Sa'id nel 1327. Giorgio utilizzò quest'uccisione come pretesto per ribellarsi contro il già debole Ilkhanato. Egli fermò il pagamento del tributo dovuto e scacciò i mongoli dalla Georgia. L'anno seguente ordinò grandi festeggiamenti sul monte Tsivi al fine di celebrare l'anniversario della vittoria sui mongoli. In tale occasione vennero massacrati tutti i nobili schierati all'opposizione. Nel 1329 Giorgio V dispose l'assedio di Kutaisi, nella Georgia occidentale, riducendo a principe vassallo il re locale, Bagrat I il Piccolo. Nel 1334 il re ripristinò l'autorità regale sul Principato di Meschezia, virtualmente indipendente e guidato da suo cugino Kvarkvare I Jaqeli.
Dopo aver restaurato l'unità del Regno, Giorgio V si concentro su progetti di natura culturale, sociale ed economica. Sostituì le monete emesse da Ghazan con quelle propriamente georgiane, i cosiddetti "Tetri di Giorgio". Tra il 1325 ed il 1338 il re lavorò a due importanti codici legislativi, uno relativo alle relazioni nella corte reale ed un altro concepito per un remoto e turbolento distretto di montagna.
Sotto il regno di Giorgio V, il paese stabilì stretti legami commerciali internazionali, principalmente con l'Impero bizantino, ma anche con le grandi repubbliche marinare di Genova e Venezia. Giorgio V estese anche le relazioni diplomatiche con la dinastia Bahri d'Egitto, ottenendo la reintegrazione di diversi monasteri georgiani della Palestina alla Chiesa ortodossa georgiana e guadagnando il libero passaggio per i pellegrini georgiani in Terra santa. Secondo lo storico Kldiashvili, l'adozione in Georgia della croce di Gerusalemme, presa come ispirazione per la contemporanea bandiera nazionale, dovrebbe essere datata al regno di Giorgio V.
Negli anni trenta Giorgio V difese la provincia sud-occidentale di Klarjeti contro l'avanzata degli ottomani guidati da Orhan I. Nel 1341 il re interferì nella lotta per il potere nel vicino Impero di Trebisonda e supportò Anna Anachoutlou, la quale ascese al trono con l'aiuto dei laz, salvo essere uccisa appena un anno dopo.
Giorgio V morì nel 1346 e fu sepolto nel monastero di Gelati, a Kutaisi. Fu succeduto dal suo unico figlio, Davide IX.

## Famiglia
L'identità della moglie di Giorgio V non è nota. Le Cronache georgiane del XVIII secolo riferiscono che Giorgio sposò una figlia dell'«imperatore greco Michele Comneno». Tuttavia la dinastia regnante nell'Impero bizantino nel XIV secolo era quella dei Paleologi, non quella dei Comneni. Il matrimonio di una figlia di Michele IX Paleologo e di sua moglie Rita d'Armenia con un sovrano georgiano non è testimoniato dalle fonti bizantine. Non vi è peraltro evidenza di una qualche figlia illegittima dell'imperatore.
L'unico figlio noto di Giorgio V è il suo successore, Davide IX.

## Ascendenza
|                                      |   |                   | Genitori |  |  | Nonni |  |  | Bisnonni              |  |  | Trisnonni      |  |
|                                      |   |                   |          |  |  |       |  |  | Giorgio IV di Georgia |  |  | Davide Soslani |  |
|                                      |   |                   |          |  |  |       |  |  | Giorgio IV di Georgia |  |  | Davide Soslani |  |
|                                      |   | Tamara di Georgia |          |  |  |       |  |  | Giorgio IV di Georgia |  |  |                |  |
| Davide VII di Georgia                |   |                   |          |  |  |       |  |  | Giorgio IV di Georgia |  |  |                |  |
|                                      |   | …                 | …        |  |  |       |  |  |                       |  |  |                |  |
|                                      |   | …                 | …        |  |  |       |  |  |                       |  |  |                |  |
|                                      |   | …                 | …        |  |  |       |  |  |                       |  |  |                |  |
| Demetrio II di Georgia               |   | …                 |          |  |  |       |  |  |                       |  |  |                |  |
|                                      |   | …                 | …        |  |  |       |  |  |                       |  |  |                |  |
|                                      |   | …                 | …        |  |  |       |  |  |                       |  |  |                |  |
|                                      |   | …                 | …        |  |  |       |  |  |                       |  |  |                |  |
| Gvantsa Kakhaberidze                 |   | …                 |          |  |  |       |  |  |                       |  |  |                |  |
|                                      |   | …                 | …        |  |  |       |  |  |                       |  |  |                |  |
|                                      |   | …                 | …        |  |  |       |  |  |                       |  |  |                |  |
|                                      |   | …                 | …        |  |  |       |  |  |                       |  |  |                |  |
| Giorgio V di Georgia                 |   | …                 |          |  |  |       |  |  |                       |  |  |                |  |
|                                      | … | …                 |          |  |  |       |  |  |                       |  |  |                |  |
|                                      | … | …                 |          |  |  |       |  |  |                       |  |  |                |  |
|                                      | … | …                 |          |  |  |       |  |  |                       |  |  |                |  |
| Beka I Jaqeli, principe di Meschezia | … |                   |          |  |  |       |  |  |                       |  |  |                |  |
|                                      |   | …                 | …        |  |  |       |  |  |                       |  |  |                |  |
|                                      |   | …                 | …        |  |  |       |  |  |                       |  |  |                |  |
|                                      |   | …                 | …        |  |  |       |  |  |                       |  |  |                |  |
| Natela Jaqeli                        |   | …                 |          |  |  |       |  |  |                       |  |  |                |  |
|                                      |   | …                 | …        |  |  |       |  |  |                       |  |  |                |  |
|                                      |   | …                 | …        |  |  |       |  |  |                       |  |  |                |  |
|                                      |   | …                 | …        |  |  |       |  |  |                       |  |  |                |  |
| …                                    |   | …                 |          |  |  |       |  |  |                       |  |  |                |  |
|                                      |   | …                 | …        |  |  |       |  |  |                       |  |  |                |  |
|                                      |   | …                 | …        |  |  |       |  |  |                       |  |  |                |  |
|                                      |   | …                 | …        |  |  |       |  |  |                       |  |  |                |  |
|                                      |   | …                 |          |  |  |       |  |  |                       |  |  |                |  |